# Sorbus schwarziana
Sorbus schwarziana är en rosväxtart som beskrevs av N.Mey.. Sorbus schwarziana ingår i släktet oxlar, och familjen rosväxter. Inga underarter finns listade i Catalogue of Life.